# 林格尔 (怀俄明州)
林格尔（英語：Lingle）是美国怀俄明州戈申县下属的一座城鎮。该鎮的人口在2000年为510人，2010年有468，2011年则估计有474人。